# Tochigi
Tochigi (栃木市, Tochigi-shi) est une ville située dans la préfecture de Tochigi, au Japon.

## Géographie

### Situation
Tochigi est située dans le sud de la préfecture de Tochigi.

### Démographie
En février 2020, la population de Tochigi s'élevait à 159 551 habitants, répartis sur une superficie de 331,50 km2.

### Climat
En été, les températures dépassent fréquemment les 30 °C et parfois les 35 °C. En hiver, les températures peuvent descendre jusqu'à -5 °C, et des chutes de neige ont lieu tous les ans.

## Histoire
La ville a été officiellement fondée le 1er avril 1937, mais son existence est beaucoup plus ancienne. La ville fut notamment, de 1871 à 1884, la capitale de la préfecture de Tochigi.

## Transports
Kashima est desservie par la ligne Ryōmō (JR East) et les lignes Nikkō et Utsunomiya (Tōbu). Les gares de Tochigi et Shin-Tochigi sont les principales gares de la ville.

## Jumelage
- Takikawa (Japon)
- Evansville (États-Unis) (Indiana)
- Jinhua (Chine)

## Personnalités liées à la municipalité
- Yūzō Yamamoto (1887-1974), romancier ;
- Tanaka Isson (1908-1977), peintre ;
- Noriko Matsueda (née en 1971), compositrice.